# 李金髮 (1900年)
李金髮（1900年11月21日—1976年12月25日），原名李淑良，又名李权兴，笔名金髮，男，广东人，中国第一位现代主义诗人、雕塑家、艺术教育家和中华民国外交官。

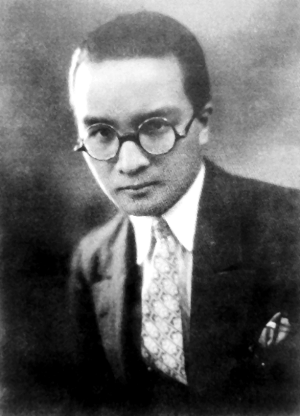
李金髮

## 生平
客家人，出生在大清广东省嘉应州程乡县（今梅州市梅县区），早年就读于梅州中学，1919年去法国留学，1921年就读于第戎美术专门学校和巴黎帝国美术学校，学习雕塑和油画。1920年受法国象征主义，特别是诗人波德莱尔的《恶之花》影响，开始创作新诗。早期诗作开了中国象征主义新诗的先河。然而李金髮的诗作不能单纯以象征主义看待，他与多位现代主义诗人，如T·S·艾略特、艾兹拉·庞德、里尔克、叶慈处于同个时间点的欧洲，感受现代主义文学最新的脉动，实为中国现代主义诗歌的缔造者。
1925年应刘海粟邀请回国。先后在上海美专、杭州国立艺术院、中山大学教授美术。1927进入武汉国民政府任外交部秘书。1928－1937年主编《美育杂志》。1928－1932年在国立杭州艺术专科学校教雕刻，並和方幹民等一同發起了「長風西畫研究會」。1932－1934年，应施蛰存之邀在上海《现代》杂志上发表了十首诗，成为“现代派”诗人之一（同时期的代表人物还有戴望舒等）。1936年任广州市立美术学校校长。
1938年因抗日战争全家逃难至越南，就职于中华民国设在海防市的战时物资运输处。1940年回到广东。1941年和诗人卢森创办了抗日文艺月刊《文坛》。1941年8月开始再次在中華民國外交部任职。1945年任中华民国驻伊朗大使馆一等秘书，代理馆务。1946－1950年任驻伊拉克公使馆一等秘书，代理馆务。
中华民国政府迁往台灣后，他不愿被政府召回臺北，而是于1951年携全家移居美国。先后办农场养鸡、经营商业和制作雕像，还写有回忆性散文。1976年在纽约长岛因心脏病去世，終年76歲，葬于长岛。

## 诗风
李金髮新詩深受法國象徵主義影響，是法國象徵詩的模彷者，以隱喻、暗射的技巧，企圖造成一種音、色交錯的美感，在意境創造和語言選擇上，努力追求意象的朦朧，也特別注意語言的鑄煉，神秘、幽暗、隱約，充滿異國情調。他的詩作隱晦難懂，高級知識分子也不能明瞭。詩句上常夾有文言字眼，非常不自然。
李金髮被当时文坛称为“诗怪”。他的诗基本都是在1920－1928年期间所写；一般意向怪诞、诡丽、新奇；结构晦涩朦胧；审美上借西方象征主义“以醜为美”、“美丑对应”的理论，常用神秘、死亡、悲哀为主题；句法以西文语法夹上文言文助词。
他的诗打破了早期白话诗单纯直白的单调性。周作人称其《微雨》是诗界“别开生面之作”。朱自清在《中国新文学大系·诗集》中评他的诗是“......要表现的不是意思，而是感受和情感；彷佛大大小小红红绿绿一串珠子，他却藏起那串儿，你得自己穿着瞧...不缺乏想像力，但不知道是创造新语言的心太切，还是母舌太生疏，句法过份欧化，教人像读着翻译；又夹杂着些文言的叹词助词......"。

## 主要作品
- 诗集，按写作顺序
  - 《微雨》（1925年，北新书局出版）
  - 《食客与凶年》（1927年，北新书局）
  - 《为幸福而歌》（1926年，商务印书馆）
- 《异国情调》（散文、诗歌和小说合集，1942年出版）
- 《飘零闲笔》（1964年，散文、小说集，台北侨联出版社）
- 短篇小说：《异国情调》、《鬼屋人踪》等。
- 散文：《近代波斯文学》、《巴格达的素描》
- 翻译：《古希腊恋歌》、《托尔斯泰夫人日记》、《魏尔伦诗抄》等。
- 雕塑：上海南京大戏院门前的长浮雕和伍廷芳、孙中山、邓仲元、蔡元培等人的雕像。

## 影響
《自由句》一书指出：“李金发改变了胡适的白话口语路线，为诗歌指引了新的方向。”汉语诗歌从此整个转向了现代主义，其影响持续至今。